# Església parroquial de Santa Susanna (Maresme)
Santa Susanna és l'església parroquial del municipi Santa Susanna (el Maresme) protegida com a bé cultural d'interès local. Aureli Croiset va ser un artista de mitjans del segle XX que va treballar sota la influència de Josep Maria Sert. La seva obra no és gaire coneguda. Alguns dels seus treballs són: el disseny de la Creu de l'Ordre Militar de Combatents d'Europa i els murals del palau nacional de Santo Domingo i el de l'ambaixada espanyola a París.
L'església parroquial de Santa Susanna és un edifici senzill construït durant la postguerra amb l'esforç de tots els veïns, fins i tot amb el seu treball personal i gratuït.
Les pintures murals de l'església de Santa Susanna estan situades a les parets que delimiten el presbiteri. La temàtica de les pintures és el martiri i l'ascensió de Santa Susanna, patrona de la població. Els murals estan pintats amb oli sobre tela, amb tonalitats fosques, en què dominen els colors terrosos i el pa d'or. Es tracta d'un estil monumentalista, que representa personatges toscs en un ambient tenebrós.
Al mur dret del presbiteri hi ha representada Santa Susanna a punt de ser assassinada per Macedoni per no haver acceptat casar-se l'emperador Dioclecià. Es veu una clara diferència entre els personatges "bons" la santa i l'àngel i els personatges "dolents": Macedoni i botxins. En un extrem del llenç apareix representat el campanar de l'església. A l'extrem inferior de la tela hi ha la signatura de l'artista i l'any: Croiset 1960.
Al costat esquerre del presbiteri trobem l'ascensió al cel de la santa acompanyada per un grup d'àngels músics.
La tercera escena, situada darrere l'altar, representa l'al·legoria del triomf de l'Eucaristia. A la part superior de la composició, centrada en el llenç, s'hi representa una gran custòdia amb el cos de Crist transformat en el pa eucarístic.
Al sostre hi ha representats els Quatre Evangelistes, els noms dels quals apareixen en llatí: IOANNES, LUCAS, MATTHEUS i MARCUS.